# 戸田忠時
戸田 忠時（とだ ただとき）は、江戸時代前期から中期にかけての旗本、甲斐甲府藩家老、のち譜代大名。下野足利藩の初代藩主。江戸幕府の側用人。宇都宮藩戸田家分家初代。

## 生涯
寛永14年（1637年）、御小姓組番士200俵取りの旗本戸田忠次（宗兵衛、慶長2年（1597年） - 寛永17年3月3日（1640年4月23日））の次男として生まれる。忠次は三河田原藩初代藩主・戸田尊次の五男であった。2代藩主は兄忠能が継いでいたが、忠能には子がなかったため、忠次の長男忠昌を養子に迎えた。そのため、忠次が死去した際、次男の忠時が4歳と幼少ながらもその跡を継いだ。
延宝8年（1680年）、目付となり従六位に叙される。天和2年（1682年）の正月には伏見奉行を拝命し、1000石の旗本となる。天和3年（1683年）の12月に従五位下・長門守に叙位・任官する。貞享3年（1686年）、小姓組番頭となり、元禄2年（1689年）7月には甲府藩主・徳川綱豊（後の徳川家宣）に附属され家老となり、8000石に加増された。綱豊が5代将軍徳川綱吉の継嗣となり、諱を家宣と改め江戸城西の丸に入ると、忠時も召しだされ、御側衆として再び幕臣に復帰する。
宝永2年（1705年）、老齢のため供奉を免ぜられたが、3000石の加増を受け、下野国足利郡・河内郡・都賀郡の3郡のうち1万1000石に封ぜられて足利藩を立藩した。官位も大炊頭に遷任し、従四位下に昇叙し、徳川綱吉から朱印を賜る。
宝永5年（1708年）6月29日、家督を四男の忠囿に譲って隠居する。正徳2年（1712年）7月24日に死去した。享年76。

## 系譜
父母
- 戸田忠次（父）
- 伴忠好の娘（母）

正室
- 土屋利次の娘

子女
- 戸田忠勝（長男）生母は正室
- 松平隆欽、生母は正室
- 戸田忠義、生母は正室
- 戸田忠囿（四男）生母は正室
- 戸田忠常室